# Giovanni Battista de Luca
Giovanni Battista de Luca, född 1614 i Venosa, död 5 februari 1683 i Rom, var en italiensk kardinal och jurist. Han utgav en rad verk inom bland annat rättsvetenskap, kanonisk rätt och ekonomi.

## Biografi
Giovanni Battista de Luca studerade i Salerno och i Neapel, där han blev doktor. Han kom att verka vid Apostoliska signaturan vid romerska kurian. De Luca var nära medarbetare till den reformsinnade påven Innocentius XI och utövade inflytande över kurians organisation, vilket dock väckte förargelse och irritation bland dess mera konservativa medlemmar.
År 1681 utsåg påve Innocentius XI De Luca till kardinalpräst med San Girolamo dei Croati som titelkyrka. De Luca avled 1683 och är begravd i kyrkan Santo Spirito dei Napoletani vid Via Giulia; hans gravmonument är utfört av Domenico Guidi.

## Bilder
| - Kardinal Giovanni Battista de Lucas gravmonument i Santo Spirito dei Napoletani, utfört av Domenico Guidi. |